# Voetbalelftal van Bosnië en Herzegovina in 2012
Het voetbalelftal van Bosnië en Herzegovina speelde in totaal negen interlands in het jaar 2012, waaronder vier wedstrijden in de kwalificatiereeks voor de WK-eindronde 2014 in Brazilië. De selectie stond voor het derde jaar op rij onder leiding van oud-international Safet Sušić. Op de FIFA-wereldranglijst zakte Bosnië en Herzegovina in 2012 van de 19de (januari 2012) naar de 27ste plaats (december 2012).

## Balans
| Wedstrijden | Wedstrijden | Wedstrijden | Wedstrijden | Doelpunten | Doelpunten | Doelpunten | Punten |
| Gespeeld    | Winst       | Gelijk      | Verlies     | Voor       | Tegen      | Saldo      | Punten |
| ----------- | ----------- | ----------- | ----------- | ---------- | ---------- | ---------- | ------ |
| 9           | 5           | 1           | 3           | 20         | 7          | +13        | 1.222  |

## Interlands
|                                                                  |                    |       |                                  |                                                                                 |
| 27 februari Vriendschappelijk № 149 «onderlinge duels» 20:00 uur | Bosnië en Herz.    | 1 – 2 | Brazilië                         | AFG Arena, Sankt Gallen Toeschouwers: 17.500 Scheidsrechter: Sascha Kever (SUI) |
| 27 februari Vriendschappelijk № 149 «onderlinge duels» 20:00 uur | Vedad Ibišević 13' |       | 4' Marcelo 90' (e.d.) Saša Papac | AFG Arena, Sankt Gallen Toeschouwers: 17.500 Scheidsrechter: Sascha Kever (SUI) |

|                                                             |                |       |                |                                                                                |
| 25 mei Vriendschappelijk № 150 «onderlinge duels» 16:00 uur | Ierland        | 1 – 0 | Bosnië en Her. | Aviva Stadium, Dublin Toeschouwers: 37.100 Scheidsrechter: Nikolaj Hänni (SUI) |
| 25 mei Vriendschappelijk № 150 «onderlinge duels» 16:00 uur | Shane Long 77' |       |                | Aviva Stadium, Dublin Toeschouwers: 37.100 Scheidsrechter: Nikolaj Hänni (SUI) |

|                                                             |                                              |       |                |                                                                                   |
| 31 mei Vriendschappelijk № 151 «onderlinge duels» 20:00 uur | Mexico                                       | 2 – 1 | Bosnië en Her. | Soldier Field, Chicago Toeschouwers: 51.240 Scheidsrechter: Edvin Jurisevic (USA) |
| 31 mei Vriendschappelijk № 151 «onderlinge duels» 20:00 uur | Giovani dos Santos 7' Javier Hernández 90+3' |       | 29' Edin Džeko | Soldier Field, Chicago Toeschouwers: 51.240 Scheidsrechter: Edvin Jurisevic (USA) |

|                                                                  |       |                                            |                |                                                                                 |
| 15 augustus Vriendschappelijk № 152 «onderlinge duels» 20:45 uur | Wales | 0 – 2                                      | Bosnië en Her. | Parc y Scarlets, Llanelli Toeschouwers: 10.000 Scheidsrechter: Marco Borg (MLT) |
| 15 augustus Vriendschappelijk № 152 «onderlinge duels» 20:45 uur |       | 21' Vedad Ibišević 54' Miroslav Stevanović |                | Parc y Scarlets, Llanelli Toeschouwers: 10.000 Scheidsrechter: Marco Borg (MLT) |

|                                                                        |                      |       | |                                                                       |
| 7 september WK-kwalificatie Groep G № 153 «onderlinge duels» 19:00 uur | Liechtenstein        | 1 – 8 | Bosnië en Her. | Rheinpark, Vaduz Toeschouwers: 5.900 Scheidsrechter: Marco Borg (MLT) |
| 7 september WK-kwalificatie Groep G № 153 «onderlinge duels» 19:00 uur | Mathias Christen 61' |       | 26' Zvjezdan Misimović 31' Zvjezdan Misimović 33' Vedad Ibišević 40' Vedad Ibišević 46' Edin Džeko 64' Edin Džeko 81' Edin Džeko 83' Vedad Ibišević | Rheinpark, Vaduz Toeschouwers: 5.900 Scheidsrechter: Marco Borg (MLT) |

|                                                                         |                                                                                          |       |                   |                                                                               |
| 11 september WK-kwalificatie Groep G № 154 «onderlinge duels» 20:00 uur | Bosnië en Herz.                                                                          | 4 – 1 | Letland           | Bilino Polje, Zenica Toeschouwers: 12.000 Scheidsrechter: Deniz Aytekin (GER) |
| 11 september WK-kwalificatie Groep G № 154 «onderlinge duels» 20:00 uur | Zvjezdan Misimović 12' (pen.) Miralem Pjanić 44' Zvjezdan Misimović 54' Edin Džeko 90+1' |       | 5' Kaspars Gorkšs | Bilino Polje, Zenica Toeschouwers: 12.000 Scheidsrechter: Deniz Aytekin (GER) |

|                                                                       |             |       |                |                                                                                                 |
| 12 oktober WK-kwalificatie Groep G № 155 «onderlinge duels» 20:45 uur | Griekenland | 0 – 0 | Bosnië en Her. | Georgios Karaiskákis Stadion, Piraeus Toeschouwers: 28.000 Scheidsrechter: Antonio Damato (ITA) |
| 12 oktober WK-kwalificatie Groep G № 155 «onderlinge duels» 20:45 uur |             |       |                | Georgios Karaiskákis Stadion, Piraeus Toeschouwers: 28.000 Scheidsrechter: Antonio Damato (ITA) |

|                                                                       |                                                      |       |          |                                                                                  |
| 16 oktober WK-kwalificatie Groep G № 156 «onderlinge duels» 20:00 uur | Bosnië en Herz.                                      | 3 – 0 | Litouwen | Bilino Polje, Zenica Toeschouwers: 15.000 Scheidsrechter: Miroslav Zelinka (CZE) |
| 16 oktober WK-kwalificatie Groep G № 156 «onderlinge duels» 20:00 uur | Vedad Ibišević 28' Edin Džeko 35' Miralem Pjanić 41' |       |          | Bilino Polje, Zenica Toeschouwers: 15.000 Scheidsrechter: Miroslav Zelinka (CZE) |

|                                                                  |          |                     |                |                                                                                          |
| 14 november Vriendschappelijk № 157 «onderlinge duels» 20:45 uur | Algerije | 0 – 1               | Bosnië en Her. | Stade 5 Juillet 1962, Algiers Toeschouwers: 30.000 Scheidsrechter: Koman Coulibaly (MLI) |
| 14 november Vriendschappelijk № 157 «onderlinge duels» 20:45 uur |          | 90+3' Muamer Svraka |                | Stade 5 Juillet 1962, Algiers Toeschouwers: 30.000 Scheidsrechter: Koman Coulibaly (MLI) |

## FIFA-wereldranglijst
| JAN | FEB | MAR | APR | MEI | JUN | JUL | AUG | SEP | OKT | NOV | DEC |
| --- | --- | --- | --- | --- | --- | --- | --- | --- | --- | --- | --- |
| 45  | 42  | 56  | 44  | 45  | 39  | 41  | 39  | 22  | 21  | 23  | 20  |

## Statistieken
| Asmir Begović       | 1987-06-20 | Stoke City             | 9 | 0 | 0 | 18 | 0  |
| Verdediging         |            |                        |   |   |   |    |    |
| Emir Spahić         | 1980-08-18 | Sevilla FC             | 7 | 0 | 0 | 61 | 3  |
| Mensur Mujdža       | 1984-03-28 | SC Freiburg            | 6 | 0 | 0 | 18 | 0  |
| Ognjen Vranješ      | 1989-10-24 | FK Krasnodar           | 5 | 1 | 0 | 8  | 0  |
| Boris Pandža        | 1986-12-15 | Arsenal Kyiv           | 4 | 0 | 0 | 21 | 0  |
| Sanel Jahić         | 1981-12-10 | Karabükspor            | 3 | 0 | 0 | 23 | 1  |
| Avdija Vršajević    | 1986-03-06 | Hajduk Split           | 1 | 3 | 0 | 4  | 0  |
| Toni Šunjić         | 1988-12-15 | Zorya Luhansk          | 1 | 2 | 0 | 3  | 0  |
| Ervin Zukanović     | 1987-02-11 | AA Gent                | 1 | 1 | 0 | 2  | 0  |
| Saša Papac          | 1980-02-07 | Glasgow Rangers        | 1 | 0 | 0 | 31 | 0  |
| Muhamed Bešić       | 1992-09-10 | Ferencváros            | 0 | 2 | 0 | 7  | 0  |
| Middenveld          |            |                        |   |   |   |    |    |
| Zvjezdan Misimović  | 1982-06-05 | Dinamo Moskou          | 8 | 0 | 4 | 72 | 24 |
| Miralem Pjanić      | 1990-04-02 | AS Roma                | 8 | 0 | 2 | 38 | 6  |
| Senad Lulić         | 1986-01-18 | Lazio Roma             | 7 | 0 | 0 | 23 | 0  |
| Sejad Salihović     | 1984-10-08 | TSG Hoffenheim         | 6 | 1 | 0 | 33 | 4  |
| Adnan Zahirović     | 1990-03-23 | Spartak Naltsjik       | 5 | 2 | 0 | 15 | 0  |
| Haris Međunjanin    | 1985-03-08 | Gaziantepspor          | 4 | 2 | 0 | 24 | 4  |
| Elvir Rahimić       | 1976-04-04 | CSKA Moskou            | 3 | 0 | 0 | 37 | 0  |
| Miroslav Stevanović | 1990-07-29 | Sevilla FC             | 2 | 3 | 1 | 5  | 1  |
| Senijad Ibričić     | 1985-09-26 | Kasımpaşa              | 0 | 5 | 0 | 40 | 4  |
| Muamer Svraka       | 1988-02-14 | FK Željezničar         | 0 | 4 | 1 | 5  | 1  |
| Damir Vrančić       | 1985-10-04 | Eintracht Braunschweig | 0 | 3 | 0 | 3  | 0  |
| Mehmed Alispahić    | 1987-11-24 | HNK Rijeka             | 0 | 2 | 0 | 4  | 0  |
| Ivan Sesar          | 1989-01-23 | Elazığspor             | 0 | 2 | 0 | 3  | 0  |
| Stojan Vranješ      | 1986-10-11 | Pandurii Targu Jiu     | 0 | 2 | 0 | 3  | 0  |
| Darko Maletić       | 1980-10-20 | Ertis Pavlodar         | 0 | 1 | 0 | 18 | 1  |
| Aanval              |            |                        |   |   |   |    |    |
| Edin Džeko          | 1986-03-17 | Manchester City        | 9 | 0 | 6 | 50 | 26 |
| Vedad Ibišević      | 1984-08-06 | VfB Stuttgart          | 9 | 0 | 6 | 43 | 14 |

N/FS BiH · A-internationals · Bondscoaches · Statistieken · Bosnisch vrouwenelftal · Bosnië U23 · Bosnië U21 · Bosnië U19 · Bosnië U18 · Bosnië U17 · Bosnië U16
1995 – 1999 ·
2000 – 2009 ·
2010 – 2019 ·
2020 − 2029
WK 2014
1995 · 
1996 · 
1997 · 
1998 · 
1999 · 
2000 · 
2001 · 
2002 · 
2003 · 
2004 · 
2005 · 
2006 · 
2007 · 
2008 · 
2009 · 
2010 · 
2011 · 
2012 · 
2013 · 
2014 · 
2015 · 
2016 · 
2017 · 
2018 ·
2019 ·
2020 ·
2021 ·
2022 ·
2023 ·
2024
Albanië ·
Algerije ·
Andorra ·
Argentinië ·
Armenië ·
Azerbeidzjan ·
Bahrein ·
Bangladesh ·
België ·
Brazilië · 
Bulgarije ·
Chili ·
China ·
Costa Rica ·
Cyprus ·
Denemarken ·
Duitsland ·
Egypte ·
Engeland ·
Estland ·
Faeröer ·
Finland ·
Frankrijk ·
Georgië ·
Ghana ·
Gibraltar ·
Griekenland ·
Hongarije ·
Ierland · 
IJsland ·
Indonesië ·
Iran ·
Israël ·
Italië ·
Ivoorkust ·
Japan ·
Joegoslavië · 
Jordanië ·
Kazachstan ·
Koeweit ·
Kroatië ·
Letland ·
Liechtenstein ·
Litouwen ·
Luxemburg ·
Maleisië ·
Malta ·
Mexico ·
Moldavië ·
Montenegro ·
Nederland ·
Nigeria ·
Noord-Ierland ·
Noord-Macedonië ·
Noorwegen ·
Oekraïne ·
Oezbekistan ·
Oman ·
Oostenrijk ·
Paraguay ·
Polen ·
Portugal ·
Qatar ·
Roemenië ·
San Marino ·
Schotland ·
Senegal ·
Servië en Montenegro ·
Slovenië ·
Slowakije ·
Spanje ·
Tsjechië ·
Tunesië · 
Turkije ·
Verenigde Staten · 
Vietnam ·
Wales ·
Wit-Rusland ·
Zimbabwe ·
Zuid-Korea ·
Zweden ·
Zwitserland
Argentinië (2014) ·
Iran (2014) ·
Nigeria (2014)